# Станли (округ)
Округ Станли (англ. Stanly County) располагается в штате Северная Каролина, США. Официально образован в 1841 году. По состоянию на 2010 год, численность населения составляла 60 585 человека.

## География
В соответствии с данными указанными на сайте центрального статистического органа страны — Бюро переписи населения США, общая площадь округа равняется 1046,361 км2, из которых 1023,051 км2 занимает суша и 9,000 км2 или 2,28% приходится на водную поверхность.

## Климат
Согласно данным представленным Национальной метеорологической службой США в округе Станли преимущественно влажный субтропический климат с прохладной или мягкой зимой и жарким влажным летом, который по системе классификации климатов Кёппена сокращённо обозначается на климатических картах аббревиатурой «Cfa».

## Население
По данным переписи населения 2010 года в округе проживает 60 585 жителей в составе 22 223 домашних хозяйств и 16 156 семей. Плотность населения составляет 57,00 человек на км2. На территории округа насчитывается 24 582 жилых строений, при плотности застройки около 24,00-x строений на км2. Расовый состав населения: белые — 84,67 %, афроамериканцы — 11,46 %, коренные американцы (индейцы) — 0,25 %, азиаты — 1,81 %, гавайцы — 0,02 %, представители других рас — 1,01 %, представители двух или более рас — 0,79 %. Испаноязычные составляли 2,13 % населения независимо от расы.
В составе 32,60 % из общего числа домашних хозяйств проживают дети в возрасте до 18 лет, 58,30 % домашних хозяйств представляют собой супружеские пары проживающие вместе, 10,50 % домашних хозяйств  представляют собой одиноких женщин без супруга, 27,30 % домашних хозяйств  не имеют отношения к семьям, 24,30 % домашних хозяйств  состоят из одного человека, 10,80 % домашних хозяйств  состоят из престарелых (65 лет и старше), проживающих в одиночестве. Средний размер домашних хозяйств  составляет 2,53 человека, и средний размер семьи 3,00 человека.
Возрастной состав округа: 25,00 % моложе 18 лет, 8,40 % от 18 до 24, 29,00 % от 25 до 44, 23,40 % от 45 до 64 и 23,40 % от 65 и старше. Средний возраст жителя округа 37 лет. На каждые 100 женщин приходится 97,40 мужчин. На каждые 100 женщин старше 18 лет приходится 94,70 мужчин.
Средний доход на домохозяйство в округе составлял 36 898 USD, на семью — 43 956 USD. Среднестатистический заработок мужчины был 31 444 USD против 21 585 USD для женщины. Доход на душу населения составлял 17 825 USD. Около 8,10 % семей и 10,70 % общего населения находились ниже черты бедности, в том числе — 14,10 % молодежи (тех, кому ещё не исполнилось 18 лет) и 10,30 % тех, кому было уже больше 65 лет.